# Parco nazionale del Djurdjura
Il parco nazionale del Djurdjura (in berbero Ǧǧerǧer, in arabo ﺟﺮﺟﻮﺭة‎?, Ǧurǧūra) è uno dei parchi nazionali algerini. 

## Descrizione
È situato in Cabilia e prende il nome dalla catena montuosa del Djurdjura.
Al suo interno si trova il piccolo Lago Agoulmime.
Il parco si trova all'interno dei territori della Provincia di Tizi Ouzou, a nord, e della Provincia di Bouira, a sud.